# European Club Association
De European Club Association (ECA) is een organisatie die voetbalclubs in Europa vertegenwoordigt uit UEFA. De ECA werd opgericht in 2008, als vervanger voor de G-14.
Meer dan 220 clubs uit Europa maken deel uit van de organisatie, met uitzondering van FC Barcelona, Real Madrid en Juventus.

## Leden
- België: Anderlecht, Antwerp, Cercle Brugge, Charleroi, Club Brugge, Eupen, Genk, Gent, Kortrijk, Mechelen, OH Leuven, RWD Molenbeek, Sint-Truiden, Standard Luik en Westerlo.
- Nederland: Ajax, AZ, Feyenoord, Fortuna Sittard, Go Ahead Eagles, Heerenveen, N.E.C., PEC Zwolle, PSV, RKC Waalwijk, Twente en Utrecht.

## Organisatie
| Functie         | Naam                    | Club                | UC      | Sinds   |
| Bestuur         | Bestuur                 | Bestuur             | Bestuur | Bestuur |
| --------------- | ----------------------- | ------------------- | ------- | ------- |
| Voorzitter      | Nasser Al-Khelaïfi      | Paris Saint-Germain | X       |         |
| Vicevoorzitters | Jan-Christian Dreesen   | Bayern München      | X       |         |
| Vicevoorzitters | Peter Lawwell           | Celtic              | X       |         |
| Vicevoorzitters | Dariusz Mioduski        | Legia Warschau      | X       |         |
| Vicevoorzitters | Martina Pavlova         | Sparta Praag        | X       |         |
| Vicevoorzitters | Aki Riihilahti          | HJK Helsinki        | X       |         |
| Leden           | Alessandro Antonello    | Internazionale      |         |         |
| Leden           | Jokin Aperribay         | Real Sociedad       |         |         |
| Leden           | Asif Asgarov            | Qarabağ             |         |         |
| Leden           | Tore Bjorseth Berdal    | Rosenborg           |         |         |
| Leden           | Niclas Carlnén          | Malmö               | X       |         |
| Leden           | Fernando Carro          | Bayer Leverkusen    |         |         |
| Leden           | Rui Costa               | Benfica             |         |         |
| Leden           | Valentina De Laurentiis | Napoli              |         |         |
| Leden           | Dan Friedkin            | AS Roma             | X       |         |
| Leden           | Miguel Gil Marin        | Atlético Madrid     | X       |         |
| Leden           | Michele Kang            | Lyon                |         |         |
| Leden           | Dennis te Kloese        | Feyenoord           | X       | 2023    |
| Leden           | Ali Koç                 | Fenerbahçe          | X       |         |
| Leden           | Pablo Longoria          | Marseille           |         |         |
| Leden           | Aleksandra Milosevic    | Rode Ster Belgrado  |         |         |
| Leden           | Oliver Mintzlaff        | RB Leipzig          |         |         |
| Leden           | Azra Numanovic          | Sarajevo            |         |         |
| Leden           | Pal Orosz               | Ferencvárosi        |         |         |
| Leden           | Stephan Reiter          | Red Bull Salzburg   |         |         |
| Leden           | Ferran Soriano          | Manchester City     |         |         |
| Leden           | Bart Verhaeghe          | Club Brugge         |         |         |
| Leden           | Michele Centenaro       | Onafhankelijk       |         |         |
| Leden           | Michael Verschueren     | Onafhankelijk       |         |         |
| VT Subdivisie 1 | Juan Sartori            | Monaco              |         |         |
| VT Subdivisie 2 | Stacy Johns             | Grasshopper Zürich  |         | 2024    |
| VT Subdivisie 3 | Raphael Landthaler      | Viktoria Pilsen     |         |         |
| VT Subdivisie 4 | Kuno Tehva              | Nõmme Kalju         |         |         |

## Bekende (oud-)bestuurders
- Andrea Agnelli
- Rui Costa
- Dan Friedkin
- Nasser Al-Khelaïfi
- Dennis te Kloese
- Aki Riihilahti
- Karl-Heinz Rummenigge
- Edwin van der Sar
- Ferran Soriano
- Bart Verhaeghe
- Michael Verschueren